# فلاپس
فلاپس یا عملیات ممیّز شناور در ثانیه (به انگلیسی: FLOPS، مخفف عبارت FLoating point OPerations per Second)، مقیاسی برای سنجش کارایی پردازشگر رایانه هاست.
فلاپس واحد اندازه‌گیری سرعت پردازش داده‌ها توسط رایانه است. هر ترافلاپس معادل یک تریلیون (یا ۱۰ به توان ۱۲) عملیات ممیز شناور بر واحد ثانیه است.
به عنوان مثال، در تاریخ ۸ آوریل ۲۰۱۴، شرکت AMD تراشه‌های دو هسته‌ای بر روی یک PCB را معرفی نمود که تا ۱۱٫۶ ترافلاپس سرعت دارد.
تا پایان سال ۲۰۱۰، سریعترین پردازشگر رایانه، پردازشگر Intel Core i7 980 XE بود که سرعت پردازشی برابر ۱۰۷٫۵۵ گیگافلاپس داشت.